# Grønspætte
 For alternative betydninger, se Grønspætte (flertydig). (Se også artikler, som begynder med Grønspætte)
Grønspætten (Picus viridis) er en spætteart, der lever i det meste af Europa (herunder også i Danmark) samt i det vestlige Asien. Arten bliver 32 cm lang og vejer 200 g.

## Udbredelse
Indtil starten af det tyvende århundrede levede grønspætten i stort set hele Danmark, men siden forsvandt arten fra Sjælland og Øerne. Det sidste sjællandske par ynglede i Tisvilde Hegn i 1902. I dag yngler arten med ca. 500 par hovedsageligt i Jylland. I de seneste år har man konstateret en tilbagegang for arten, da den tilsyneladende er forsvundet fra mange skove i det nordlige Jylland og i Sønderjylland. Endvidere udgør fjorde og bælter betydelige spredningsbarrierer for arten, hvilket måske er en forklaring på artens totale fravær fra Sjælland og Øerne. Der forekommer dog stadig grønspætter på Fyn, omend meget fåtalligt. Af lokaliteter på Fyn kan nævnes Svanninge Bakker og Hindsgavl Batteriplantage.   Ynglebestanden er vurderet som sårbar på den danske rødliste.
Grønspætten fouragerer hovedsageligt på jorden, hvor den ofte tager myrer. Derfor er det essentielt for arten at have tilgang til overdrev, heder eller enge, der ligger i umiddelbar tilknytning til skovene.
- Grønspætten ses tit på jorden, da den lever af myrer.
- Grønspættens æg.